# Lepanthes voodoo
Lepanthes voodoo är en orkidéart som beskrevs av Raymond L. Tremblay och James David Ackerman. Lepanthes voodoo ingår i släktet Lepanthes och familjen orkidéer.
Artens utbredningsområde är Haiti. Inga underarter finns listade i Catalogue of Life.